# Panneau BI

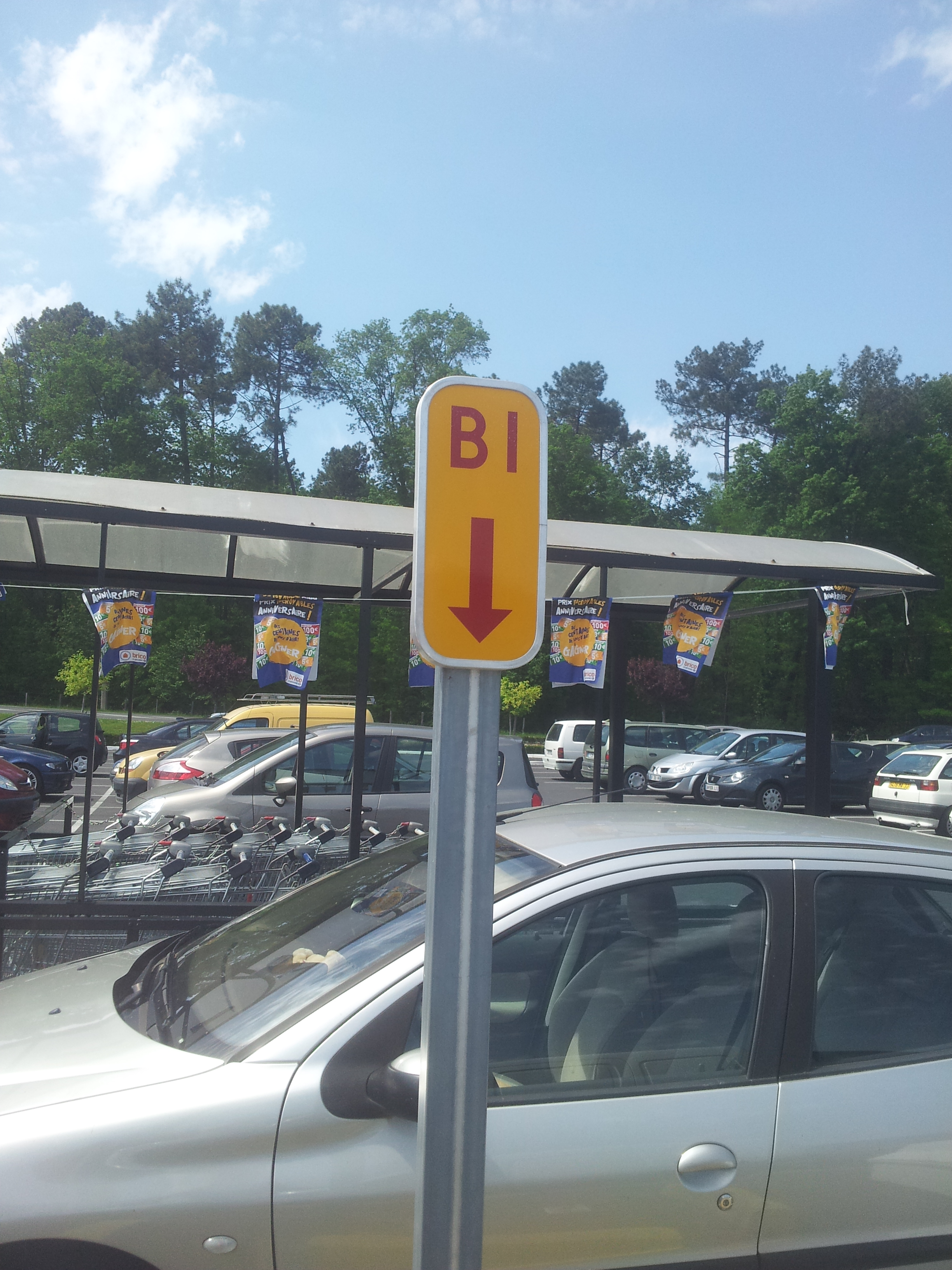
Un panneau BI indiquant l'emplacement d'une bouche incendie.

Un panneau BI (pour Bouche Incendie) est un panneau de signalétique en France indiquant l'emplacement d'une bouche à incendie.